# میکائیل میکائیلیان
میکائیل میکائیلیان (ارمنی: Միքայել Միքայելյան؛ زادهٔ ۱۰ ژوئیهٔ ۱۹۹۹) اسکی‌باز در رشته صحرانوردی اهل ارمنستان است. وی پرچم‌دار کاروان ارمنستان در بازی‌های المپیک زمستانی ۲۰۱۸ بود.